# Rita Azevedo Gomes
Rita Azevedo Gomes (* 26. Juli 1952 in Lissabon, Portugal) ist eine portugiesische Filmregisseurin, Drehbuchautorin und Filmeditorin. Sie ist eine bedeutende Autorenfilmerin des Landes.
Ihre Filme gelten als vom großen Meister des portugiesischen Kinos, Manoel de Oliveira, beeinflusst. Zu ihrem Repertoire gehören Spiel- und Dokumentarfilme, sie schreibt auch die Drehbücher und hat einige ihrer Filme selbst geschnitten. Gelegentlich trat sie auch als Produzentin, Schauspielerin und als Kostümbildnerin in Erscheinung. Zu den wichtigsten nationalen und internationalen Schauspielern, die mit ihr drehten, gehören Ingrid Caven, Luís Miguel Cintra, Leonor Baldaque.
Sie ist Kuratorin der Cinemateca Portuguesa, das staatliche portugiesische Filmmuseum und Filminstitut.

## Leben
Rita Azevedo Gomes wurde in Lissabon geboren. 1971/72 absolvierte sie in ihrer Heimatstadt eine erste künstlerische Ausbildung an der Sociedade Nacional de Belas-Artes und studierte direkt im Anschluss Malerei und Bildhauerei an der Lissabonner Kunsthochschule Escola Superior de Belas-Artes (Abschluss 1976). Ihre ersten Berührungen mit dem Film hatte sie als Assistentin des Malers Noronha da Costa, für dessen Kurzfilme sie schauspielt und dem sie bei der Produktion assistiert.
Erste Statistenrollen übernimmt sie danach in Manoel de Oliveiras Literaturverfilmung Francisca (1981) und in Valeria Sarmientos selbstgeschriebenen und in Portugal gedrehten Notre mariage (1984), zudem arbeitet sie an den Dekors für Werner Schroeters ebenfalls in Portugal gedrehten Film Der Rosenkönig (1986). Auch für das Theater arbeitete sie zu der Zeit sie gelegentlich, in der Produktion.
Ihren ersten eigenen Film drehte sie 1990 mit O Som da Terra a Tremer (portugiesisch für: Das Geräusch der bebenden Erde), mit José Mário Branco und Manuela de Freitas in den Hauptrollen. Das Drehbuch schrieb sie selbst, auf Basis von Texten von André Gide, Mário de Sá-Carneiro, Leonardo da Vinci, Agustina Bessa-Luís und  Ruben A.
Für ihren Dokumentarfilm Correspondências (2016) über den literarischen Briefwechsel zwischen Sophia de Mello Breyner Andresen und Jorge de Sena erhielt sie einige Auszeichnungen (u. a. beim Doclisboa und den Caminhos do Cinema Português) und war auf einer Reihe internationaler Filmfestivals für Preise nominiert, darunter das Locarno Film Festival und das Independent-Filmfestival Buenos Aires.
Ihre Musil-Verfilmung Die Portugiesin (2018, s. u.) erhielt einige Aufmerksamkeit und war ebenfalls für einige Filmpreise nominiert.
2021 erschien ihr Film O Trio em Mi Bemol, basierend auf dem gleichnamigen Theaterstück von Éric Rohmer, mit Pierre Léon (Paul), Rita Durão (Adélia), Ado Arrieta (Jorge) und Olívia Cábez (Mariana). Das Werk war u. a. bei der Berlinale 2022, dem IndieLisboa 2022 und dem Mar del Plata Filmfestival 2022 für Preise nominiert, in Berlin für den Caligari Filmpreis.

## FilmDie Portugiesin
2018 drehte sie ihren bisher bekanntesten und wichtigsten Spielfilm, mit starken Bezügen zum deutschen Sprachraum. Nach der Erzählung Die Portugiesin (1924) des Österreichers Robert Musil entstand der gleichnamige Film, bei der von der Adaption der Schriftstellerin Agustina Bessa-Luís Texte verwendet wurden, insbesondere die Dialoge. Regisseurin Azevedo Gomes schrieb auch das Drehbuch und schnitt und produzierte den Film selbst.
Die Produktion engagierte die Fassbinder-Schauspielerin Ingrid Caven, die hier eine Durchreisende spielt und u. a. Gedichte von Walter von der Vogelweide auf Deutsch vorträgt. Weitere Schauspieler waren die portugiesischen Darstellerinnen Clara Riedenstein (als die Portugiesin), Rita Durão, Manuela de Freitas, der Franzose Pierre Léon und der Portugiese Marcello Urgeghe.
Der Film handelt von einer jungen Portugiesin, die von einem deutschen Ritter ins Italien des 16. Jahrhunderts gebracht wird und dort nicht glücklich wird. Der Film wurde auf zahlreichen internationalen  Filmfestivals gezeigt und lief auch auf der Berlinale 2019, wo er in der Sektion Forum antrat.

## Preise
- Caminhos do Cinema Português, Coimbra, 2016.
- DocLisboa, Jose-Saramago-Award, 2016.
- Las Palmas Film Festival, 2019.

## Filmographie
- 1990: O Som de Terra a Tremer, Spielfilm
- 1996: O Cinema vai ao teatro, Dokumentarfilm
- 1999: King Arthur, Kurzfilm
- 2001: Frágil como o mundo (Fragil wie diese Welt), Spielfilm
- 2003: Altar, Spielfilm
- 2005: A conquista de Faro, Kurzfilm
- 2007: A 15a pedra, Dokumentarfilm über Manoel de Oliveira
- 2009: A coleção invisível, Spielfilm
- 2012: A vingança de uma mulher, Spielfilm
- 2016: Correspondências, Dokumentarfilm über Sophia de Mello Breyner Andresen und Jorge de Sena
- 2018: Die Portugiesin (A Portuguesa), Spielfilm
- 2019: Danses macabres, squelettes et autres fantaisies, Dokumentarfilm (zusammen mit Pierre Léon und Jean-Louis Schefer)
- 2020: O Ah! das coisas, 6 de Abril 2020, Kurzfilm für ein Filmplattform-Projekt während der COVID-19-Pandemie in Portugal
- 2022: O Trio em Mi Bemol, Spielfilm